# رانن
رانن ((بالعبرية: רנן‏)، حرفياً: ترنيم) هو موشاف في جنوب إسرائيل. يقع في شمال غربي النقب بالقرب من أوفاكيم، ويقع ضِمن نطاق مجلس مرحافيم الإقليمي. في 2019، بلغ عدد سكانه 703.

## التاريخ
تأسس الموشاف في عام 1950 من قبل مهاجرين من اليمن وكان اسمه في الأصل بيتحا. في عام 1952، انتقل السكان إلى موقع معبروت وقاموا بتحويله إلى موشاف باسم بيتخا.
انتقلت مجموعة من اليهود القرائيين من مصر إلى الموشاف، وأطلقوا عليه اسم رانن، واسمه مأخوذ -كما هو الحال بالنسبة لموشافين آخرين (تفراح وجيلات)- من سفر إشعيا 35:2،
يُزْهِرُ إِزْهَارًا وَيَبْتَهِجُ ابْتِهَاجًا وَيُرَنِّمُ. يُدْفَعُ إِلَيْهِ مَجْدُ لُبْنَانَ. بَهَاءُ كَرْمَلَ وَشَارُونَ. هُمْ يَرَوْنَ مَجْدَ الرَّبِّ، بَهَاءَ إِلهِنَا.